# Dalyup
Dalyup is een plaats in de regio Goldfields-Esperance in West-Australië.
In 1848 ontdekte John Septimus Roe de rivier de Dalyup. Hij noemde ze de Cage River. Landmeter H.S. Carey verkende de streek in 1875 en vermeldde de Aboriginesnaam van de rivier, de Dalyup. Deze naam kreeg de voorkeur. Het dorp Dalyup werd officieel gesticht in 1962.
Dalyup maakt deel uit van het lokale bestuursgebied (LGA) Shire of Esperance. Het heeft een gemeenschapszaal. In 2021 telde Dalyup 150 inwoners.
Dalyup ligt langs de South Coast Highway, 678 kilometer ten oostzuidoosten van de West-Australische hoofdstad Perth, 203 kilometer ten zuiden van het aan de Coolgardie–Esperance Highway gelegen Norseman en 36 kilometer ten westnoordwesten van Esperance, de hoofdplaats van het lokale bestuursgebied waarvan het deel uitmaakt. Esperance ligt vlak bij het kruispunt van de South Coast Highway en de Coolgardie–Esperance Highway.
Dalyup kent een warm mediterraan klimaat, Csb volgens de klimaatclassificatie van Köppen.